# Wiktor Korsch
Wiktor Korsch (russisch Виктор Корж; * 1933) ist ein ehemaliger sowjetischer Gewichtheber.

## Werdegang
Wiktor Korsch, der aus Rostow am Don stammte, war ein sowjetischer Gewichtheber, der ein volles Jahrzehnt in der sowjetischen und damit in der Weltspitze mit hob. Es gelang ihm zwar nie, seine großen Rivalen Iwan Udodow, Rafael Tschimischkian oder Jewgeni Minajew in wichtigen Wettkämpfen zu schlagen, aber für hervorragende Resultate war er immer gut. Im Drücken gelang es ihm in den 1950er Jahren sogar, einige Weltrekorde zu erzielen.
Wiktor Korsch war Angehöriger der sowjetischen Sicherheitsorgane.

## Erfolge
(Ba = Bantamgewicht, Fe = Federgewicht)
- 1953, 2. Platz, Meistersch. der Russ. Föderativ. Rep. (RSFSR), Ba, mit 290 kg, hinter Iwan Udodow, 307,5 kg;
- 1955, 1. Platz, Meistersch. der RSFSR, Fe, mit 335 kg, vor Tarelkin, 322,5 kg und Bronstein, 315 kg;
- 1955, 5. Platz, UdSSR-Meistersch., Ba, mit 312,5 kg, Sieger: Wladimir Stogow, 317,5 kg vor Wladimir Wilschowski, 315 kg;
- 1955, 2. Platz, UdSSR-Mannschaftsmeistersch., Ba, mit 317,5 kg, hinter Bakir Farchutdinow, 325 kg und vor Wiktor Uljanow, 315 kg;
- 1956, 2. Platz, Großer Preis der UdSSR in Moskau, Fe, mit 337,5 kg, hinter Iwan Udodow, UdSSR, 342,5 kg und vor Bondarenko, UdSSR, 322,5 kg;
- 1956, 2. Platz, Meistersch. der RSFSR, Fe, mit 332,5 kg, hinter Udodow, 340 kg und vor Tarelkin, 330 kg;
- 1956, 4. Platz, UdSSR-Meistersch., Ba, mit 312,5 kg, hinter Stogow, 325 kg, Wilschowski, 315 kg und Schuromski, 312,5 kg;
- 1958, 2. Platz, Großer Preis der UdSSR in Moskau, Fe, mit 347,5 kg, hinter Jewgeni Minajew, 355 kg und vor Rafael Tschimischkian, 345 kg;
- 1958, 4. Platz, UdSSR-Meistersch., Fe. mit 342,5 kg, hinter Minajew, 355 kg, Tschimischkian, 345 kg und Bondarenko, 345 kg;
- 1958, 1. Platz, Zentralrussisch. Meistersch., Fe, mit 345 kg, vor Tarelkin, 340 kg;
- 1959, 1. Platz, Meistersch. der RSFSR, Fe, mit 330 kg, vor Nekrasow, 327,5 kg und Suworkow, 327,5 kg;
- 1959, 2. Platz, Meistersch. der Sportorg. "Dynamo", Fe, mit 345 kg, hinter Tschimischkian, 347,5 kg und vor Tschanukaschwili, 340 kg;
- 1960, 2. Platz, Großer Preis der UdSSR in Minsk, Fe, mit 345 kg, hinter Tschimischkian, 347,5 kg und vor Tarelkin, 340 kg;
- 1960, 2. Platz, UdSSR-Meistersch., Fe, mit 345 kg, hinter Tschimischkian, 350 kg und Medwedew, 340 kg;
- 1960, 1. Platz, UdSSR-Mannschaftsmeistersch., Fe, mit 350 kg, vor Tschimischkian, 335 kg und Alexei Wachonin, 330 kg;
- 1961, 4. Platz, Großer Preis der UdSSR in Moskau, Fe, mit 347,5 kg, hinter Isaac Berger, USA, 362,5 kg, Minajew, 360 kg und Medwedew, 355 kg;
- 1961, 1. Platz, Meistersch. der RSFSR, Fe, mit 342,5 kg, vor Jewgeni Kazura, 340 kg und Tarelkin, 340 kg;
- 1961, 4. Platz, UdSSR-Meistersch., Fe, mit 345 kg, hinter Minajew, 365 kg, Medwedew, 352,5 kg und Kazura, 345 kg.

## Weltrekorde
(alle im Federgewicht, bis 60 kg Körpergewicht aufgestellt)
im Drücken:
- 113 kg, 1955 in Stalingrad,
- 113,5 kg, 1956 in Moskau,
- 117,5 kg, 1958 in Ufa,
- 118,5 kg, 1958 in Rostow.

| Personendaten    | Personendaten             |
| ---------------- | ------------------------- |
| NAME             | Korsch, Wiktor            |
| ALTERNATIVNAMEN  | Корж, Виктор (russisch)   |
| KURZBESCHREIBUNG | sowjetischer Gewichtheber |
| GEBURTSDATUM     | 1933                      |